# Extremadura CAR Cáceres
El CAR Cáceres, es un club de rugby español con sede en Cáceres . El club compite actualmente en la 1º Regional de la Liga Extremeña.

## Historia
El Club Amigos del Rugby Cáceres (CAR Cáceres) fue fundado en 1981 a partir de una escisión del ya desaparecido Atlético de rugby cacereño . El nombre del club fue elegido por Manolo Molina (Moli) y por su primer presidente, Fernando Sánchez Pascua, quien jugó como apertura en el Ciencias de Sevilla durante su etapa estudiantil, e incluso participó en algunas convocatorias de la selección española absoluta. El señor Fernando fue presidente desde 1981 hasta su muerte en 2012. Su pasión por la cantera y por el juego son dos de las características más importantes que caracterizan al club.
El rugby siempre ha estado ligado al mundo universitario y estudiantil, y el CAR no fue diferente, y gracias a que el señor Fernando fue profesor de Matemáticas en el IB El Brocense, este instituto no sólo fue el lugar donde se gestó la idea de fundar un nuevo club de rugby, sino que también se convirtió en su sede social y durante años su cancha polideportiva fue el lugar de entrenamiento de los martes y jueves. La prensa cacereña los llamó “Los maoríes del cemento”. En agradecimiento y desde que de este instituto surgieron los primeros jugadores juveniles, el equipo juvenil es conocido como CARIBE, uniendo las iniciales de CAR a las de IB (Instituto Brocense).
Sólo cuatro años después, en la temporada 85/86, el CAR Cáceres consiguió ser campeón de Extremadura por primera vez, convirtiéndose a partir de esta fecha en el dominador indiscutible del rugby extremeño, consiguiendo, año tras año, todos los campeonatos regionales, a excepción de la temporada 88/89. A pesar de sus continuas victorias en la competición extremeña, el CAR Cáceres compitió sin éxito en varias ocasiones en las ligas de ascenso a Primera Nacional (segunda categoría nacional de rugby tras la División de Honor), hasta que en 1994 y debido a la remodelación de ésta en cuatro grupos, logró el ansiado ascenso, perdiendo la categoría al año siguiente empujado por el descenso del CR Liceo Francés de División de Honor de Rugby a Primera Nacional. Durante la temporada 95/96 volvió a ganar el derecho a representar al Extremadura en la liga de ascenso a Primera Nacional, consiguiéndolo de forma automática al ampliarse a diez el número de participantes en cada uno de los 4 grupos de dicha categoría, incluido el CAR Cáceres en el Grupo D formado por equipos de Madrid, Andalucía, Canarias y Extremadura, esta vez sí, para consolidarse definitivamente y hasta el día de hoy en el mismo. A partir de este momento, el equipo experimentó una mejora en su nivel deportivo año tras año, lo que le llevó a obtener un meritorio séptimo puesto en la temporada 96/97, sobre todo si se tiene en cuenta que ésta fue la peor posición que ocupó en toda la temporada. En la temporada 97/98, el CAR se clasificó al final de la competición en el quinto lugar, lo que le permitió disputar la Copa Ibérica de Rugby (que enfrentó a los equipos de España y Portugal) contra el GD Direito de Lisboa, pero fue eliminado por alineación indebida en el equipo portugués. Las federaciones portuguesa y española concedieron al CAR Cáceres el pase a la siguiente ronda, pero finalmente éste rechazó continuar en la competición. 
Al año siguiente, temporada 98/99, consiguió la clasificación en el cuarto lugar empatado a puntos con el equipo que logró el tercer puesto, pero con peor promedio de rugby. La Federación Española de Rugby (FER) adjudicó al CAR Cáceres la organización de la final de la Copa FER, celebrada en formato Final a 4 y que se disputó entre los equipos Puig Castelar, CRAT Xestur Coruña, Ferroplas Burgos y CAR Cáceres, que finalmente obtuvo la tercera plaza. La constante evolución del club le llevó a conseguir el título de Campeón del Grupo D de la Primera División Nacional en la temporada 99/00, lo que supuso un importante éxito no sólo para el rugby cacereño, sino para el deporte extremeño en general. Este éxito le permitió también participar en la Fase de Ascenso a la División de Honor B de Rugby, eliminando al equipo vizcaíno CR Mungia en la fase previa, clasificándose así para la Liga de Ascenso final. En esta liga, el equipo CAR se enfrentó a los equipos de Independiente Cantabria, ADU Salamanca y Metre Les Abelles, y mantuvo sus opciones de ascenso hasta la última jornada, quedando finalmente cuarto, perdiendo cuatro partidos y ganando solo dos. 
La temporada 2000/2001, el CAR se clasificó como segundo del grupo de la Primera División Nacional, lo que le dio, de nuevo, derecho a participar en la fase de ascenso a la División de Honor “B”, siendo eliminado en la fase previa por Independiente Cantabria. Además, se conmemoró el vigésimo aniversario de la fundación del CAR Cáceres con la disputa, como colofón, de varios partidos ante el Olímpico de Pozuelo en las categorías Juvenil, Sénior y Veteranos. La temporada 2001/2002 fue decepcionante deportivamente en lo que a su primer equipo se refiere, ya que el equipo no consiguió clasificarse para disputar la fase de ascenso. 
La temporada 2002/2003, se cambia de entrenador y se consigue disputar de nuevo la fase previa a División de Honor “B”, siendo eliminados de nuevo, esta vez por el CRAT Xestur Coruña, a pesar de que fue una eliminatoria muy igualada. Con el firme objetivo de obtener el ansiado, y ya casi alcanzado, ascenso a la siguiente categoría del rugby nacional, se inició la temporada 2003/2004, en la que el equipo ocupó plazas de ascenso hasta que este camino se vio truncado por la repentina muerte de su entrenador, José Ángel Hermosilla y el posterior desmoronamiento del equipo. 
La temporada 2004/2005 estuvo marcada primero por el cambio en la estructura interna del club y especialmente por la reestructuración llevada a cabo por la FER en Primera Nacional, pasando de 4 a 8 grupos e incluyendo al CAR Cáceres en un grupo formado por equipos de Castilla y León y Extremadura. Vuelven a clasificarse para disputar la Fase de Ascenso, donde llegan a la final, tras eliminar a Ingenieros Industriales Las Rozas Rugby y CR Majadahonda, para finalmente perder contra Universidad de Málaga en una final a doble partido que acabó decidiéndose en los últimos 10 minutos del 2º partido. En el siguiente play-off, el CAR Cáceres vuelve a caer, esta vez ante el CAR Inés Rosales del Sevilla de la División de Honor B de Rugby. 
Además, en esa temporada, la importante y constante apuesta del club por la cantera da sus primeros frutos (a nivel nacional, pues a nivel autonómico ya venía recogiendo años atrás), obteniendo el CAR Cáceres Infantil el 2º puesto en el Campeonato de España Open Infantil organizado por la FER y celebrado en Valladolid.
El sábado 21 de septiembre de 2024 se enfrentaron el CAR Cáceres y el San Isidro Rugby Club en el Campo de La Aldehuela (Salamanca) para conseguir una plaza en División de Honor B de la temporada 2024-25. El partido se lo llevó el equipo madrileño por 15-20, dejando al Cáceres sin plaza en División de Honor B. 